# ستيفن بورن
ستيفن بورن (بالألمانية: Stephan Born )‏ (و. 1824 – 1898 م) هو منضد ‏، وصحفي، وسياسي، وفيلسوف، وثوري، وأستاذ جامعي، وكاتب، ونقابي من ألمانيا، وسويسرا، توفي في بازل، عن عمر يناهز 74 عاماً.